# El Bahattee
Stiv Kahlina (Zagreb, 23. ožujka 1979.),[nedostaje izvor] poznatiji kao El Bahattee, hrvatski čokolatijer i bivši glazbenik zagrebačke hip-hop/rap scene.

## Životopis

### Glazbena karijera
El Bahattee se prvi put pojavio kao dio Blackout projekta na "Project Impossible" albumu 1997. godine. Poslije toga, Bahattee se pojavljuje upravo na Tram 11 prvijencu "Čovječe ne ljuti se" i na drugim hip-hop albumima. Pri izlasku kompilacije "Blackout 00" 1999. godine, Bahattee je već bio prilično poznat u rap krugovima, a demopjesme "981" s Tramom 11, koja se našla i na prvom albumu, te "Dame i gospodo" s "Hip Hop Generacija 2001", su već nagovijestile ono što slijedi.
Slijedio je prvi solo album El Bahattee-ija, "Svaki Pas ima svoj dan" 2001. godine za kojeg je dobio mnogobrojne pozitivne kritike i Porina, na čijoj je dodjeli šokirao izvedbom pjesme "Opasno frustriran" s bendom (kasnije garažna verzija na Amen-u). Možda je to i najbolji album koji je izašao pod patronatom Blackouta. Nakon toga, 2002. i drugi album "Amen" je dobivao uglavnom afirmativne kritike i bio je najbolji album godine u Hrvatskoj po nekoliko izbora. "Amen" nije glazba za nagrade, ali je prvi rap-meets-rock album na hrvatskoj sceni. CD ima i multimedijalni sadržaj, kao i kratki dokumentarni film sa snimanja albuma, a i po tome je Bahattee vjerojatno bio među prvima na sceni.

### Daljnje obrazovanje i čokolatijerska karijera
Godine 2003., nakon prosvjednog nastupa protiv Iračkog rata, El Bahattee se povlači iz glazbene industrije, a karijeru je počeo kao web-dizajner. Godine 2009., počinje se baviti čokoladom, nakon što je posjetio pariški sajam čokolade.
U novozagrebačkom naselju Sopotu otvorio je manufakturu Malo&Slatko i započeo s proizvodnjom čokoladnih proizvoda.

## Diskografija

### Albumi
- 2001. – Svaki Pas ima svoj dan
- 2002. – Amen

### Kompilacije
- 1997. – Blackout Project: Project Impossible[6]
- 1999. – Blackout 00 (Dallas Records)[7]
- 1999. – The Millenium's Beatles (Croatia Records)[8]

## Vanjske poveznice
- El Bahattee na Discogsu